# 万怀臣
万怀臣（1901年—1972年2月22日），河南卢氏县瓦窑沟乡代柏沟村人，中华人民共和国政治人物。

## 生平
早年因逃避抓壮丁离开家乡，曾在天津港码头打工。于1935年11月，参加中国工农红军，1936年12月加入中国共产党。从战士任至129师骑兵团作战参谋，曾化妆潜入敌军并配合，最终以零伤亡代价，夺取日伪山东武城县武官寨炸药厂。1941年，任骑兵团一连连长；1943年9月至1946年，任骑兵团副团长、团长，曾经全歼孙殿英精锐22团。国共二次内战期间，后任西南军区第二骑兵师副师长，参加淮海战役、渡江战役、贵州战役、西藏战役等。
1955年3月-1957年5月，任西南军区达县军分区司令员，同年9月18日被授予上校军衔。1960年11月，离职休养。因多处重伤，被评为三等甲级残废。
1972年2月22日在成都逝世，享年71岁。